# カントリー・ハウスへようこそ!
『カントリー・ハウスへようこそ!』は、天音佑湖による日本の漫画作品。

## 概要
小学館の漫画雑誌『少女コミック』2007年11号に読み切りとして発表。その後『Sho-Comi増刊』に移り、1話完結連載として『Sho-Comi増刊』2008年10月15日号まで発表された。全10話。
内容は、古く、こぢんまりとした洋館を改装したホテル「クイーン・アリス」の従業員と、そこの利用者の、それぞれの人間模様を描いたものである。

## 登場キャラクター

### ホテル「クイーン・アリス」従業員
花いろ
本作の主人公。新入社員ゆえに、不慣れな点も目立つ。おせっかい焼きでかなりのお人よし。年齢は10代。実は、もともとはここの利用者だった。また、曽祖父は高名な陶芸家で、人間国宝にも選ばれた人物だった。
南
冷たい感じの外見と、それに違わぬ冷徹な仕事振りを見せる。なぜかカボチャを食べることが出来ない。実はイギリスに住んでいたことがある。そのせいか、妙に紅茶に詳しい。さらに、母親は「クイーン・アリス」の従業員だった。
太陽
ホテル「クイーン・アリス」の従業員では、彼だけが接客担当ではない（ちなみに調理担当）。やや軽い性格。もともとはとある洋食店の調理師だった。実は南より1歳ほど年上。
あかね
いわゆる「姉御肌」の女性。フラワーコーディネーターでもある。もともとは愛煙家だったが、「クイーン・アリス」が禁煙になったため、常に飴をなめている。
理々
古参の従業員の一人。年齢不詳。
レナード
古参の従業員の一人。無口な性格（ゆえにセリフはほとんどない）。名前からして、おそらく日本人ではない模様。年齢は60代。
北斗
8話から10話（最終話）まで登場。「クイーン・アリス」の新オーナー。どこかちゃらんぽらんな所あり。実は南の異母弟。
※年齢に関しては特記されている人物を除いては全て20代。なお、正確な年齢・フルネームは設定されていない。

### ホテル「クイーン・アリス」のペット
ナイト
大型犬。かなり人懐っこい性格で、めったにほえない。
クイーン
猫。もともとは常連客のペットだった。その客が利用中に急死してしまい、その親族が引き取りを拒否したため、ここで飼うことになった。

## 単行本
Sho-Comiフラワーコミックス（小学館）から全3巻。また、3巻には、『Sho-Comi』本誌2008年10号に発表された読み切り作品『金糸雀は愛される夢を見る』が収録されている。
なお、作者の天音にとっては、巻数字（「1巻」「2巻」）の付いたはじめての作品にあたる。

## 余談
- タイトルに「カントリー・ハウス」と付いてはいるが、舞台のホテル・クイーンアリス程度の規模であれば、実際には「マナー・ハウス」に分類される（単行本1巻で作者が説明）。なお、カントリー・ハウスについてはこちらも参照。
- 第4話の中で、宿泊者名簿の中に「1964年7月10日」の日付が確認されることから、その日付か、それより前に開業されていたことがうかがえる。この第4話は、宿泊客の「意外な真相」がオチの話だったのだが、件の宿泊客について、レナードが「以前利用していただいた気がする」と言う主旨の発言をしている。さらに、宿泊客名簿の日付等から考えると、レナードは1964年ごろからこのホテルに勤務していたことがうかがえる。
- 「イギリス」「紅茶」「洋館」「メイド」「メガネをかけたイケメン」「イヌ」「ネコ」「赤ちゃん」と、作者の嗜好が強く押し出された作品であることを、本人が認めている。作者の嗜好が押し出された作品としては、他に菊田みちよの『少女天使みるきゅーと』（講談社の漫画雑誌「なかよし」に発表）があげられる。